# Nicolás Avellaneda
Nicolás Remigio Aurelio Avellaneda Silva (3. října 1837 San Miguel de Tucumán – 25. listopadu 1885 mezinárodní vody) byl argentinský politik, právník, novinář a pedagog. V roce 1874 se stal 3. prezidentem Argentinské republiky. Vzhledem k různým státním zřízením Argentiny v minulosti je považován za 8. prezidenta země. Před tím působil jako ministr spravedlnosti a veřejného školství.

## Život

### Mládí a profesionální začátky
Narodil se ve městě San Miguel de Tucumán na severozápadě Argentiny. Jeho otec Marco Avellaneda byl guvernérem provincie Tucumán, ale dostal se do opozice vůči guvernérovi provincie Buenos Aires Juanovi Manuelovi de Rosas, za což byl v roce 1841 po neúspěšných bojích popraven. S matkou tak následně raději odešla celá zbylá rodina do Bolívie. Po návratu studoval Avellaneda právo na univerzitě ve městě Córdoba, studia však nedokončil. Již v roce 1857 současně začal pracovat jako novinář v deníku El Comercio Del Plata. Studium práva tak nakonec dokončil v Buenos Aires, kde potkal významného intelektuála Dominga Faustina Sarmiento. I díky jeho působení začal následně Avellaneda pracovat jako profesor ekonomie na Univerzitě Buenos Aires, kde napsal několik odborných publikaci spojujících právo a ekonomii. Již v roce 1859 vstoupil do politiky. Politice se věnoval i jeho bratr Marco Aurelio Avellaneda, který byl několikrát ministrem a senátorem.
Poté, co se prezidentem stal Domingo Faustino Sarmiento, byl Avellaneda v říjnu 1868 jmenován do funkce ministra spravedlnosti a veřejného školství. Jeho působení v této funkci je hodnoceno velmi kladně. Sdílel myšlenky prezidenta Sarmiento ohledně rozvoje školství, které i Avellaneda považoval za nejvýznamnější zdroj budoucí demokratizace a konsolidace Argentiny. Zaměřil se proto na masivní rozvoj školství. Byly zakládány nové školy, vzdělávací ústavy pro budoucí učitele a došlo k vytvoření moderního školského systému. Avellaneda tím realizoval myšlenky prezidenta Sarmiento, který se tak mohl věnovat sociálním problémům země. Během celé délky jeho funkčního období ve funkci ministra došlo k vytvoření 800 nových škol, které tak doplnily 1 000 již existujících, počet studentů se zvýšil z 30 000 až na 100 000. v roce 1873 ho prezident Sarmiento přesvědčil, aby kandidoval v dalších volbách za prezidenta republiky, s čímž Avellaneda souhlasil. Získal také podporu viceprezidenta Adolfa Alsiny a významného generála Julia Argentina Rocy. Aby však mohl vést kampaň, v srpnu 1873 rezignoval, přičemž v dubnu 1874 nakonec prezidentské volby vyhrál, když porazil bývalého prezidenta Bartoloméa Mitre.

### Prezident Argentiny
Avellaneda se ve věku 37 let stal prvním civilním prezidentem Argentiny, nikdy předtím nesloužil v armádě. Proti výsledkům voleb se ale ohradil bývalý prezident Mitre, který je označil za zmanipulované a vytáhl do boje. Byl však poražen generálem Juliem Argentino Rocou. Mitre byl následně souzen, ale po zásahu Avellaneda byl osvobozen v zájmu uklidnění situace v zemi. Aby stabilizaci ještě více podpořil, vybral si do své vlády dva Mitreovy podporovatele. Již na začátku roku 1875 však nová vláda čelila velkým ekonomickým problémům, které vyplývaly z vysokých státních výdajů a vysokých státních dluhů a nutnosti jejich splácení. Ekonomická opatření vlády situaci spíše zhoršila, na světových trzích se snížily ceny surovin, které Argentina vyvážela, což vyvolalo ekonomickou krizi. Avellaneda byl proto přinucen přistoupit k šetření, propustil tisíce státních zaměstnanců a snížil veřejné výdaje. Krizi se podařilo částečně překonat a prezident přistoupil k prosazení tzv. Zákona Avellaneda, který měl podporovat imigraci evropských přistěhovalců do Argentiny. Především mělo dojít k právní úpravě imigrace, aby již nebyla chaotická jako před tím a dostala jasná pravidla. Díky tomu začali do Argentiny přicházet především farmáři, kteří začali osídlovat i řídce obydlené části země. Za vlády prezidenta Avellaneda došlo také k začátku zpracování a vývozu zmrazeného hovězího masa, které se později stalo jedním z hlavních vývozních komodit Argentiny. Současně s rozvojem zemědělství a potravinářství došlo také k rozvoji i jiných částí státu a společnosti. Železniční síť se výrazně rozšiřovala, což podporovalo nejen osidlování, ale i obchod a ekonomiku.
V roce 1877 zemřel bývalý viceprezident Adolfo Alsina, který byl Avellanedovým velkým podporovatelem. Současně s tím skončil politický mír s Mitrem a jeho stoupenci, kteří následně opustili vládu. Prezident tak o podporu požádal bývalého prezidenta Sarmiento, který přijal dvě ministerstva ve vládě. Po politických útocích ze strany Mitrových podporovatelů však zanedlouho raději rezignoval. V tomto období se současně rozjely snahy Argentiny o posunutí svých hranic směrem na jih, přičemž tuto expanzi vedl generál Roca. Tím začala krvavá válka s tamními indiány, které Roca postupně porážel. Díky tomu se území Argentiny rozšiřovalo rychle směrem na jih, čímž se Argentina výrazně zvětšila. Před koncem svého funkčního období se prezident začal snažit prosadit konečné uskutečnění federalizace města Buenos Aires, které by se tak oddělilo od zbytku provincie. S tím však nesouhlasili mnozí obyvatelé hlavního města, kteří se začali ozbrojovat a organizovat do milicí. V té době se uskutečnily prezidentské volby, které jednoznačně vyhrál generál Julio Argentino Roca. To vyvolalo v Buenos Aires nepokoje, kvůli kterým musel prezident dočasně přestěhovat vládu do nedaleké obce Belgrano. V polovině června vypuklo ozbrojené povstání, jenž do hlavního města přišla potlačit federální armáda, která nakonec boje vyhrála. Na straně Buenos Aires byly tisíce mrtvých a vzbouřenci byli přinuceni přijmout podmínky vlády. Výměnou za amnestii vzbouřenci uznali výsledky posledních prezidentských voleb a souhlasili s federalizací Buenos Aires. Dne 12. října 1880 odevzdal prezident Avellaneda funkci svému nástupci generálovi Rocovi.

### Poslední období života
Po odchodu z funkce byl v roce 1881 Avellaneda jmenován rektorem Univerzity v Buenos Aires. O rok později se stal senátorem za svou domovskou provincii Tucumán, přičemž senátorem zůstal až do své smrti. V roce 1885 byl přijat zákon pojmenovaný na jeho počest Avellanedovým jménem, který zaručoval vysokým školám autonomii a svobodu vzdělávání. V tomto roce mu však byla diagnostikována tzv. Brightova choroba, kvůli čemuž se rozhodl Avellaneda odcestovat do Francie, aby se poradil s tamními lékaři. Ti mu však nedokázali pomoci a tak se Avellaneda rozhodl již ve špatném zdravotním stavu vrátit domů zemřít. Své nemoci podlehl ve věku 49 let na moři cestou domů. Pohřben je v Buenos Aires.